# Iamî, Troițke
Iamî (în ucraineană Ями) este localitatea de reședință a comunei Iamî din raionul Troițke, regiunea Luhansk, Ucraina.

## Demografie
Componența lingvistică a localității Iamî
     Rusă (87,42%)
     Ucraineană (12,58%)
Conform recensământului din 2001, majoritatea populației localității Iamî era vorbitoare de rusă (87,42%), existând în minoritate și vorbitori de ucraineană (12,58%).